# Brenda Fricker
Brenda Fricker (født 17. februar 1945) er en irsk teater- tv- og filmskuespiller. Hun har optrådt i mere end 30 film og tv-roller. I 1989 blev hun den første irske skuespiller til at vinde en Oscar for bedste kvindelige birolle, for sin præstation i filmen Min venstre fod. Fra juli 2014 har hun indtil videre ladet pensionere fra skuespillet.